# El aullido del diablo
El aullido del diablo (titulada en el mercat internacional com Howl of the Devil) és una pel·lícula espanyola de fantaterror de 1987, escrita, dirigida i protagonitzada per Paul Naschy (pseudònim de l'actor i director Jacinto Molina). La trama gira al voltant d'un actor fracassat anomenat Héctor Doriane que, en companyia del seu fill i majordom, viuen aïllats al seu xalet. Encara que en la seva data d'estrena va ser un film vilipendiat per la crítica i la taquilla, actualment és considerada com una pel·lícula maleïda i de culte.

## Argument
La història és protagonitzada per un actor retirat, Héctor Doriani (Paul Naschy), que viu en la mansió del seu germà mort Álex, en companyia del seu nebot Adrián (Serge Mills o Sergio Molina) i el majordom Eric (Howard Vernon). Héctor viu obsessionat per les dones (prostitutes en la majoria dels casos i alguna desgraciada que arriba de pas), a les quals sotmet a delirants jocs sadoeròtics, fent-les actuar en improvisades escenes que ell mateix protagonitza disfressat dels més cruels personatges: Rasputin, Barba Blava, Fu-Manxú... Però si hi ha una dona que té veritablement embogit Héctor és Carmen (Caroline Munro), una bella serventa que treballa a la mansió. Davant les escenes depravades protagonitzades per Héctor, el majordom Eric decideix recórrer a la màgia negra per a invocar a l'esperit de l'anterior amo, Álex Doriani, el germà mort d'Héctor amb qui compartia professió i que va collir molts més èxits que Héctor.

## Reparto
- Paul Naschy - Héctor Doriani, Álex Doriani.
- Caroline Munro - Carmen
- Howard Vernon - Eric
- Sergio Molina - Adrián
- Fernando Hilbeck - Pare Damián

## Producció
Amb la intenció de recuperar el seu estatus com a principal intèrpret de cinema de terror espanyol i després del fracàs de les seves anteriors pel·lícules La bestia y la espada mágica (1983) i Operación Mantis: El exterminio del macho (1984), Paul Naschy tira endavant en 1987 el seu projecte més personal que ha estat denominat "autohomenatge". La producció no va estar mancada de problemes, principalment a causa de la "Llei Miró" i la seva política amb les subvencions al cinema de gènere. A més, durant el rodatge van sorgir una gran cúmul de problemes al voltant de la producció artística com els problemes de Tony Pueo, que acudia al rodatge en estat en embriaguesa i finalment va ser expulsat. També va haver-hi problemes per l'autoria del guió ja que Jacinto Molina assegurava que el text era obra seva mentre que l'altre guionista, Salvador Sainz, reivindicava que el text era obra seva, portant la baralla fins a la Societat General d'Autors i Editors. A tots aquests problemes se li va sumar la mort del distribuïdor en un accident de trànsit quan tornava de París, la qual cosa va suposar que El aullido del diablo es projectés en molt poques sales, només tingués pas tardà televisiu i no tingués distribució en vídeo.